# 克蘭 (加利福尼亞州)
克拉姆（英語：Kramm）是位於美國加利福尼亞州比尤特縣的一個非建制地區。該地的面積和人口皆未知。

## 地理
克拉姆的座標為39°33′11″N 121°35′05″W / 39.55306°N 121.58472°W，而該地的平均海拔高度為127米（即417英尺）。